# Synegia tephrospila
Synegia tephrospila là một loài bướm đêm trong họ Geometridae.